# Michael Lameck
Michael Lameck (Essen, 15 september 1949), beter bekend als Ata Lameck,  is een Duits voormalig voetbalspeler en voetbaltrainer. Hij speelde het grootste deel van zijn loopbaan als middenvelder voor VfL Bochum.

## Carrière
Lameck begon in 1966 met voetballen bij amateurclub TuS Essen-West. In 1969 vertrok hij naar Schwarz-Weiß Essen. In de zomer van 1972 vertrok de trainer Heinz Höher naar VfL Bochum als opvolger van de vertrokken Hermann Eppenhoff en nam Lameck samen met Reinhard Majgl mee. Het was bij Bochum dat hij de bijnaam Ata kreeg toegewezen.
Lameck maakte zijn debuut voor VfL Bochum op 16 september 1972 bij en tegen Eintracht Braunschweig. Hij begon in de basis. In de jaren die volgden werd hij een belangrijke speler op het middenveld van de club, en werd hij ook tot aanvoerder benoemd. Op 16 april 1988 speelde hij zijn laatste wedstrijd voor VfL Bochum in het Ruhrstadion tegen VfB Stuttgart.
Hierna speelde hij nog een jaar met TuS Paderborn-Neuhaus in de Oberliga Westfalen, waarna hij zijn carrière in 1990 afsloot bij Freiburger FC. Bij beide clubs was hij speler/trainer. Hierna had verscheidene functies bij VfL Bochum waaronder assistent-trainer en jeugdtrainer.

## Trivia
- Lameck speelde de meeste wedstrijden ooit voor VfL Bochum.
- Lameck staat op plaats 9 in de lijst van voetballers met de meest gespeelde wedstrijden in de Bundesliga.
- Lameck is de speler met de meeste wedstrijden in de Bundesliga die nooit voor het nationale elftal gespeeld heeft.